# Ulrich Brechbühl

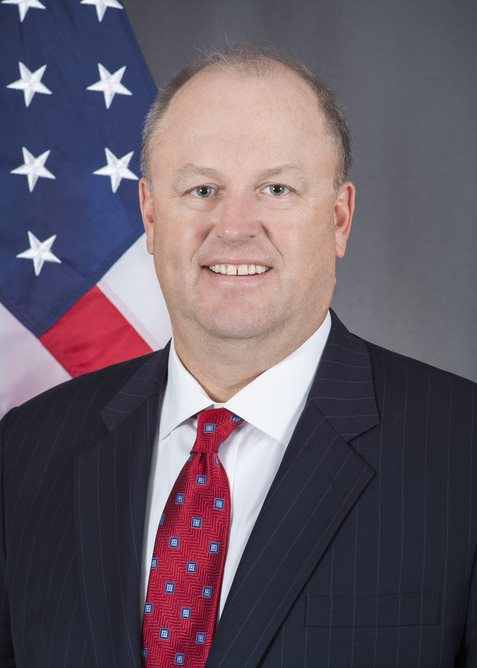
T. Ulrich Brechbühl (2020)

Ulrich Brechbühl amtlich Thomas Ulrich Brechbühl (* 19. Januar 1964 in Bern) ist ein schweizerisch-amerikanischer Unternehmer und Berater des Außenministerium der Vereinigten Staaten unter dem Kabinett Trump I von 2018 bis 2021. Er war u. a. auch für Bain & Company und Unternehmen im Bereich der Luft- und Raumfahrt und IT tätig.

## Leben
Brechbühl ist der Sohn von Schweizer Eltern, welche bereits in den 1950er Jahren in die Vereinigten Staaten emigrierten. Er wurde während eines 18-monatigen Aufenthalts in Bern geboren und wuchs danach primär mit drei Geschwistern in Garden City (New York) auf.
Dort besuchte er eine Waldorfschule gefolgt von der Ausbildung an der United States Military Academy in West Point (New York). Zu seinen Kommilitonen zählten u. a. Brian Bulatao und Mike Pompeo, welchem er später zur Gründung von Thayer Aerospace verhalf. 1994 schloss er an der Harvard Business School einen Master of Business Administration ab.

## Karriere
Nach seinem Abschluss an der United States Military Academy wurde Brechbuhl als Offizier im 2nd Cavalry Regiment  in Europa stationiert und diente während des Golfkriegs im 1. Eskadron, 7. Kavallerie der 1st Cavalry Division der US-Armee. Nach dem Studium an der Harvard Business School arbeitete er von 1993 bis 1998 bei Bain & Company. Zusammen mit Pompeo und zwei weiteren Freunden gründete er Thayer Aerospace, das teilweise von Koch Venture Capital, Cardinal Investment Co. und Bain & Co. finanziert wurde, wobei er als CFO tätig war.
Im Anschluss war er Präsident und CEO von Migratec, bevor er von 2004 bis 2014 CEO von Chamberlin Edmonds and Associates Inc., einer Tochtergesellschaft von Emdeon, wurde. Vor seiner Ernennung zum Berater war Brechbuhl Präsident von Appenzeller Point, LLC und Executive Chairman von Avadyne Health.

## Privates
Brechbühl ist verheiratet und hat drei Kinder. Er lebt in Atlanta (Georgia).